# 2708 Burns
A 2708 Burns (ideiglenes jelöléssel 1981 WT) a Naprendszer kisbolygóövében található aszteroida. Edward L. G. Bowell fedezte fel 1981. november 24-én.